# Afganistán en los Juegos Paralímpicos de París 2024
Afganistán estuvo representado en los Juegos Paralímpicos de París 2024 por un deportista masculino. El equipo paralímpico afgano no obtuvo ninguna medalla en estos Juegos.